# Migajas filosóficas

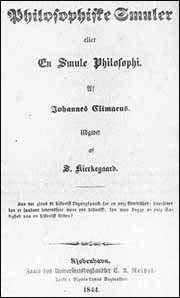
Página inicial de la edición original danesa.

Migajas filosóficas (título en danés: Philosophiske Smuler eller En Smule Philosophi) es una obra del filósofo danés Søren Kierkegaard en 1844, la primera de tres escritas bajo el pseudónimo Johannes Climacus.
El libro trata cuestiones epistemológicas, como de qué forma se adquiere el conocimiento, y Climacus discute cómo las teorías de la reminiscencia socrática y la divinidad cristiana pueden informar al aprendiz de la verdad. Al mismo tiempo, es un importante texto precursor de la filosofía existencialista. Al igual que muchas otras obras, no se tradujo al alemán y al inglés hasta varias décadas después de la muerte de Kierkegaard, pero se convirtió en una obra destacada.